# デュアルタップ
株式会社デュアルタップ (Dualtap Co., Ltd.) は、東京都中央区に本社を置く不動産会社である。

## 概要
自社開発物件の企画・開発・販売・管理まで一括して手がける不動産事業を中心に、分譲事業、賃貸管理事業、海外不動産販売事業などの不動産関連事業を行っている。
自社ブランドの主力商品として、東京都心部及びその周辺に特化して展開している、主に投資用ワンルーム型マンション「XEBEC（ジーベック）」シリーズがある。

### 許認可・加盟団体
許認可
- 宅地建物取引業　東京都知事(4)第86482号[2]
- 賃貸住宅管理業　国土交通大臣（2）第001828号
- 一級建築士事務所　東京都知事 第60472号
- プライバシーマーク　第25000180号

加盟団体
- 公益社団法人 全日本不動産協会会員
- 公益社団法人 不動産保証協会会員
- 一般社団法人 東京都不動産協会会員
- 一般社団法人 全国住宅産業協会会員[3]
- 住宅保証機構株式会社[4]
- 株式会社日本住宅保証検査機構[5]
- 公益社団法人 警視庁管内特殊暴力防止対策連合会

## 沿革
- 2006年（平成18年） - 株式会社デュアルタップ設立
- 2007年（平成19年） - マンション「XEBEC（ジーベック）」シリーズ発売
- 2008年（平成20年）
  - 初の単独プロジェクト「XEBEC」中延の開発・販売
  - 本社を品川区東五反田へ移転・増床、資本金2,000万円に増資
- 2011年（平成23年）
  - 株式会社D-style Plus設立
  - 賃貸住宅の管理・仲介事業「All in one賃貸」の「D-style+五反田店」オープン
  - 資本金 5,000万円に増資
- 2012年（平成24年）
  - D-style+ 秋葉原店 オープン
  - 海外現地法人 DUTA PACIFIC MANAGEMENT MALAYSIA SDN.BHD.(現：DUALTAP MALAYSIA SDN. BHD)設立
  - 賃貸管理戸数 500戸
  - 株式会社Duta Pacific Managemen設立
  - 自社マンションブランド「XEBEC」を商標登録
  - ホテル事業開始（函館 ホテルプロモート）
  - 「D-style+ 中野店」オープン
- 2013年（平成25年）
  - 建物管理事業開始
  - 株式会社デュアルタップ合人社ビルマネジメント設立
  - 本社を港区高輪へ移転
  - 「Job Creation 2013」受賞[6]
- 2014年（平成26年）
  - シンガポールに Dualtap Singapore Pte.Ltd. 設立
  - 資本金 6,620万円に増資
- 2015年（平成27年）
  - マレーシアでの建物管理事業を目的として、Dualtap Building Management Sdn. Bhd.の全株式を取得（現：連結子会社）
  - 賃貸管理戸数 1,000戸 突破
- 2016年（平成28年）
  - 東京証券取引所ジャスダックに上場
- 2018年（平成30年）
  - 本社を品川区西品川へ移転
  - 東京証券取引所第二部に市場変更
- 2019年（平成31年／令和元年）
  - マレーシア サイバージャヤ地区にオフィスを新設
  - 海外事業本部を新設
  - 障害者永年勤続協力企業 表彰（新宿区）
  - 東京都スポーツ推進企業 認定
  - スポーツ庁 スポーツエールカンパニー 認定
- 2020年（令和2年）
  - 2020TDM推進プロジェクト参加
  - 建物管理事業でリペアサービス開始
  - デュアルパークの運営開始
  - IT重説実証実験事業者として登録
  - 株式会社デュアルタップグロウス 設立
- 2021年（令和3年）
  - ATS DUALTAP SDN. BHD.を設立
  - マンション管理組合向け情報サイト「Dチェンジ」オープン
  - 合弁会社KIIVA MALAYSIA Sdn. Bhd. 設立
  - 「デュアルタップでんき」サービス開始
  - 不動産投資物件で国内初のダイナースクラブカード 不動産取引カード決済導入
- 2022年（令和4年）
  - 東京証券取引所スタンダード市場へ移行
  - 売上100億円 突破
  - Dualtap Building Management Sdn. Bhd. マレーシア クアラルンプール進出
  - 開発物件「コンフォリア北沢」が「グッドデザイン賞2022」、「FX International Interior Design Awards 2022」受賞
- 2023年（令和5年）
  - 「A’ Design Award & Competition 2022 ‒ 2023」ブロンズ賞 受賞
  - 中央区日本橋へ本社移転
- 2024年（令和6年）
  - 名古屋証券取引所メイン市場に上場

## 関連会社
国内
- 株式会社デュアルタップ合人社ビルマネジメント
- 株式会社デュアルタップコミュニティ
- 株式会社建物管理サービス
- 株式会社デュアルタップアセットマネジメント

海外
- ATS DUALTAP SDN. BHD.
- KIIVA MALAYSIA Sdn. Bhd.